# Rättegång

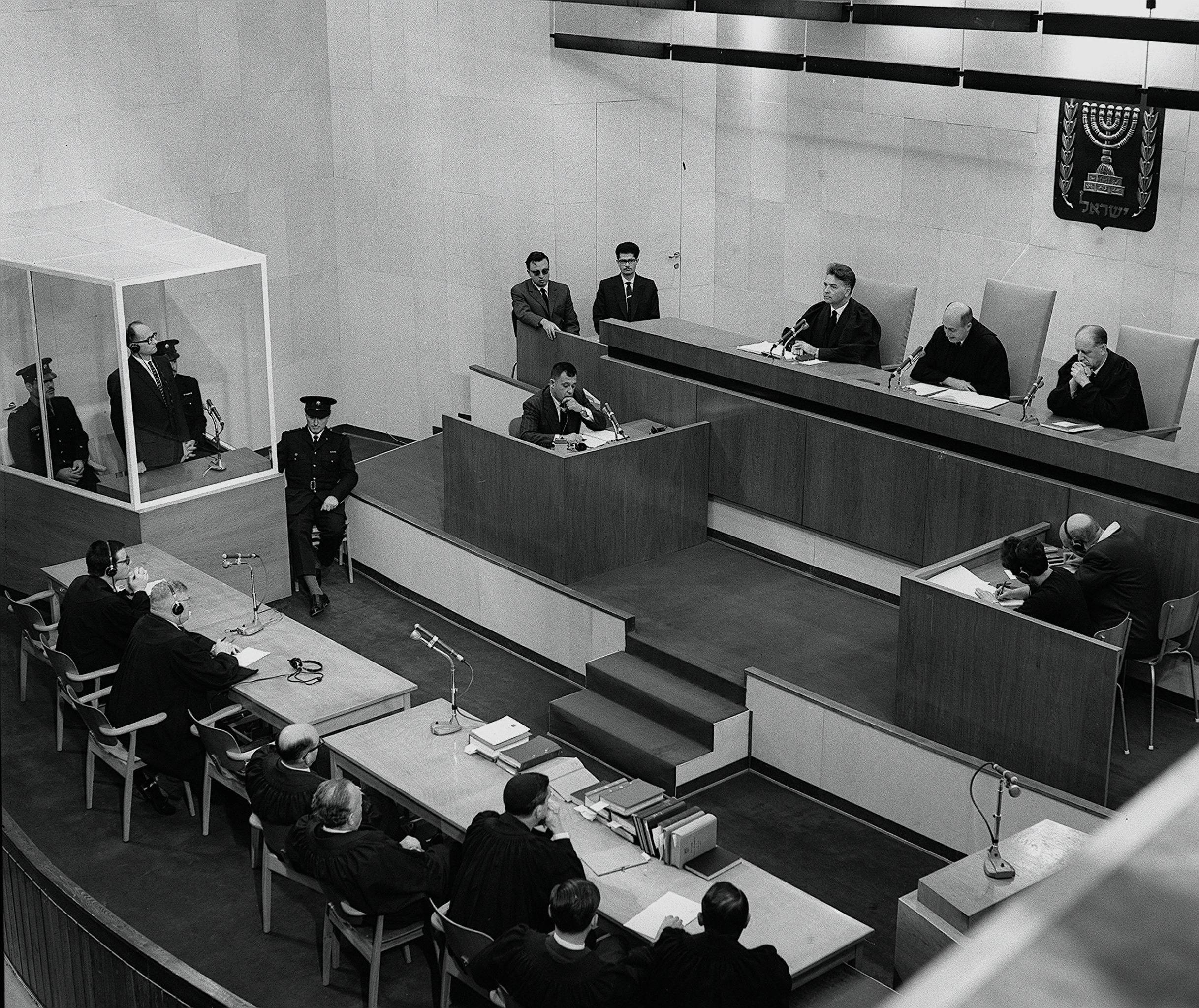
Rättegången 1961 i Israel mot SS-officeren Adolf Eichmann

Rättegång är den del av rättsprocessen som sker vid en domstol. I vardagligt tal syftar ordet på  huvudförhandlingen i brottmål, det vill säga sammanträdet i rättssalen. En rättegång kan också hållas i tvistemål. Om det är ett omfattande mål kan det hållas en förberedande förhandling.